# Danil Ishutin
Danil Ishutin (Ukrainska: Данило Ішутін ), alias Dendi, född 30 december 1989, är en ukrainsk professionell Dota 2-spelare och före detta professionell DotA spelare. 

## Karriär
Ishutin började spela DotA professionellt 2009 under laget WG. Han var en spelare i Ukrainas lag som hamnade på en tredjeplats i MYM Prime Nations samma år. I slutet av 2010 plockade Natus Vincere upp Ishutin.
Dendi började sin professionella Dota 2 karriär med det ukrainska laget Natus Vincere (Na'Vi). Na'Vi bjöds in av Valve till den första upplagan av The International som de vann. Na'Vi hade stor framgång fram till The International 2012 där de kom till finalen ännu en gång men förlorade mot Invictus Gaming. Vid The International 2013 blev Na'Vi det enda laget som någonsin kommit till en TI final tre gånger på raken, dock förlorade de där mot svenska Alliance.
Ishutin var en av tre personer som presenterades i Dota 2 dokumentären Free to Play som täcker allt som leder upp till The International 2011.
Vid The International 2017 bjöds Ishutin in för att spela i en en-mot-en match mot en AI som programmerats av OpenAI. Ishutin förlorade alla matcherna. I september 2018 bänkades Ishutin och ett år senare lämnade han Natus Vincere. I januari 2020 startade Ishutin en egen e-sportsorganisation som döptes till B8.